# スティーブ・カニンガム
スティーブン・オーメン・カニンガム（Steven Ormain Cunningham、1976年7月15日 - ）はアメリカ合衆国のプロボクサー。元IBF世界クルーザー級王者。

## 来歴

### アマチュア時代
1976年、フィラデルフィアで生まれ、1994年、アメリカ海軍に入隊。空母アメリカとエンタープライズの乗員として勤務する傍らボクシングを教わった。1996年にネイビーのボクシングチームに加わり頭角を現す。1998年にナショナル・ゴールデン・グローブでライトヘビー級の金メダルを獲得した。1998年に海軍を除隊後アマチュア一本でキャリアを進め、2000年にはアメリカアマチュア選手権ライトヘビー級で準決勝まで進んだ。

### プロボクサー時代
その後プロへ転向、2000年10月28日にプロデビューし、デビュー以来19連勝した。
2006年11月25日、IBF世界クルーザー級王座決定戦でクシシュトフ・ヴウォダルチクと対戦。ヴウォダルチクの祖国ポーランドで行われたこの試合は1-2の判定負けを喫し、初の敗戦を経験する。
2007年5月26日にヴウォダルチクとポーランドで再戦し、2-0の判定勝ちで勝利して王座を獲得した。
2007年12月29日、挑戦者の地元ドイツに乗り込みマルコ・フックと対戦し、12回TKO勝ちでフックに初黒星を付け、敵地で初防衛を成功させた。
2008年12月11日、トマシュ・アダメク（ポーランド）と対戦し、1-2の判定負けで2度目の防衛に失敗し王座から陥落した。
2009年7月11日、ウェイン・ブライスウェイト（ガイアナ）と対戦し、3-0の大差判定勝ちでアダメクへの挑戦権獲得に成功した。
2010年6月5日、IBF世界クルーザー級王座決定戦でトロイ・ロスと対戦し、5回TKO勝ちで王座に返り咲いた。
2011年2月12日、ドイツ・メクレンブルクノイブランデンブルクのヤーンスポーツフォーラムでエナド・リシナ（ドイツ）と対戦し3-0の判定で勝利し初防衛に成功した。
2011年10月1日、元WBA世界クルーザー級暫定王者ヨアン・パブロ・エルナンデス（キューバ）と対戦し、1回にエルナンデスからダウンを奪われ、6回にはカニンガムの頭がぶつかったことによりエルナンデスが右目をカットし、エルナンデスの右目の傷口が悪化し試合続行不可能となり試合結果が判定に委ねられ、1-2（55-58、54-59、57-56）の6回終了時負傷判定負けで2度目の防衛に失敗、王座から陥落した。
2012年2月4日、ヨアン・パブロ・エルナンデスとのダイレクトリマッチに臨むも、4回に2度ダウンを奪われ終始エルナンデスペースで試合が進み0-3の判定負けを喫し王座返り咲きに失敗した。
2012年9月8日、ニュージャージー州にてジェイソン・ガヴーンとヘビー級転向テスト戦を行い、10回フルマークによる大差判定勝ち。
2012年12月22日、ペンシルベニア州サンズカジノ&リゾートでかつて僅差で敗れた元IBF世界クルーザー級でIBF北米ヘビー級王者トマシュ・アダメクと対戦。試合は白熱の展開が続き結局最終ラウンドまでもつれ込み判定へリングアナウンサーのマイケル・バッファーは最初はドローとコールするも、その直後に訂正し2-1でアダメクの勝利という結果に変更された。この試合は多くの評論家がカニンガムが勝っていたという声が多かった。
2013年4月20日、ヘビー級無敗のホープタイソン・フューリー（イギリス）と対戦し、2回にダウンを奪うも、フューリーは3回、4回としぶとく耐えていき、徐々に立て直され7回には強烈なパンチを喰らいダウンを喫する、立ち上がろうとするも10カウントを聞きキャリア初となるKO負けで敗れた 。
2015年3月14日、カナダのモントリオールのベル・センターにてセルゲイ・コバレフ対ジャン・パスカルの前座で、IBF世界ヘビー級2位のビャチェスラフ・グラスコフとUSBA全米ヘビー級王座決定戦並びにIBF世界ヘビー級1位決定戦を行い、12回0-3（2者が112-116、113-115）の判定負けを喫しUSBA全米王座獲得、WBA・IBF・WBO世界ヘビー級スーパー王者ウラジミール・クリチコへの指名挑戦権獲得に失敗した。HBOデビュー戦になった。
2015年8月14日、ニュージャージー州のプルデンシャル・センターでアントニオ・ターバーとヘビー級契約12回戦で対戦し12回1-1（113-115、115-113、114-114）の引き分けに終わった。しかしターバーから試合前の8月11日に行われたドーピング検査で禁止薬物のテストステロンと5aアンドロスタンジオールの代謝物の陽性反応が、試合当日に行われたドーピング検査で5aアンドロスタンジオールと5bアンドロスタンジオールの代謝物の陽性反応が検出されていたことが9月18日になって判明した
2016年4月16日、4年ぶりにクルーザー級に復帰。バークレイズ・センターにてエロール・スペンス・ジュニアVSクリス・アルギエリの前座でWBO世界クルーザー級王者 クシシュトフ・グウォヴァツキと対戦し、2回に左フックで2度、10回に12回に右フックから左フックをテンプルに直撃されてダウンを奪われ12回0-3(2者が109-115、108-116)の判定負けを喫し4年6ヶ月ぶりのクルーザー級王座返り咲きとIBFに続く王座獲得に失敗した。

## 獲得タイトル
- 第18代IBF世界クルーザー級王座（防衛1）
- 第20代IBF世界クルーザー級王座（防衛1）